# Márkus György
Márkus György (Budapest, 1934. április 13. – Sydney, 2016. október 5. előtt) magyar filozófus. 

## Pályafutása
Moszkvában, a Lomonoszov Egyetemen V. F. Aszmusz tanítványa volt. Itt ismerkedett meg a kortárs „polgári” filozófiával is. 1957-ben végzett, majd Magyarországon kezdett dolgozni. 1957 és 1965 között az ELTE-n tanított, 1958 és 1973 között az Magyar Tudományos Akadémia (MTA) Filozófiai Kutatóintézetének volt a munkatársa. 1963-ban magyarra fordította Wittgenstein Logikai-filozófiai értekezését. 
Lukács György környezetében Fehér Ferenccel, Heller Ágnessel és Vajda Mihállyal közösen az ún. „budapesti iskola” csoport, egyben baráti kör tagja volt, amely kezdetben a lukácsi ihletésű, „a marxizmus reneszánsza” nevű filozófiai programon dolgozott. Ekkor írta a Marxizmus és „antropológia” című kis könyvet. Az ELTE Filozófia Tanszék vezetésének várományosaként tartották számon. Amikor azonban az Aczél György nevével fémjelzett kommunista kultúrpolitika egyetemi tanári kinevezését tervezte, egy cikkében elutasította, hogy a magyar filozófiaoktatásban Lukács marxizmusa monopolhelyzetbe kerüljön. 
A csoport az 1968-as politikai események hatására egyre inkább eltávolodott a marxizmustól, és Lukács 1971-es halála után szembefordult azzal. 1968-ban aláírta a Csehszlovákia VSZ-megszállása elleni tiltakozást, az ún. korcsulai nyilatkozatot, amiért kizárták az MSZMP-ből. Ezután kezdett  Bence Györggyel és Kis Jánossal a Hogyan lehetséges kritikai gazdaságtan? című könyv írásába, amely Marx nézeteinek bírálata. A könyv az új gazdasági mechanizmus visszavonása és a politikai reformok elmaradása miatt már nem jelenhetett meg. Az oktatás átalakítására hivatkozva, de valójában politikai nézetei miatt 1973-ban elbocsátották állásából és publikálási tilalommal sújtották. 
Ezután fordítói és szerkesztői munkát végzett, aminek egyik eredménye az akkoriban hiánypótlónak számító Brit moralisták a XVIII. században című kötet lett. 1977-ben családjával Nyugat-Berlinbe, majd Ausztráliába emigrált. Ott a University of Sydney filozófia tanszékén volt professor emeritus. 1989-ben Nyelv és termelés című könyve alapján megítélt magyarországi akadémiai doktori címszerzése adminisztratív okokból meghiúsult. 1990-től az MTA külső tagja.

## Filozófiája
Az 1960-as években a budapesti iskola tagjaként az elidegenedés-fogalom elemzésén keresztül megpróbálta megújítani a marxista filozófiát. Újbaloldali kritikusa volt a „létező szocializmusnak”, így szembekerült az ideológiailag is egyeduralkodó állampárttal. 1968 után fokozatosan elfordult a marxizmustól. A Hogyan lehetséges kritikai gazdaságtan? című könyvében bírálta a marxi elképzeléseket.
Emigrálása után kultúraelméletekkel és hermeneutikával kezdett foglalkozni.

## Művei
- Márkus György–Tordai Zádorː Irányzatok a mai polgári filozófiában. Egzisztencializmus. Katolikus filozófia. Neopozitivizmus; Gondolat, Bp., 1964
- Marxizmus és „antropológia” (Az emberi lényeg fogalma Marx filozófiájában) (1966)
- Irányzatok a mai polgári filozófiában (Tordai Zádorral közösen) (1972)
- Hogyan lehetséges kritikai gazdaságtan? (Bence Györggyel és Kis Jánossal közösen) (1973) (Első legális megjelenés: T-Twins–Lukács Archívum, 1992) Beceneve: Überhaupt-könyv.
- Langage et production [Nyelv és termelés] (Denoël–Gonthier, Párizs, 1982)
- Diktatúra a szükségletek felett (Fehér Ferenccel és Heller Ágnessel közösen) (1983)
- Kultúra és modernitás (Hermeneutikai kísérletek) (1992)
- A „rendszer” után: a filozófia a tudományok korában. Akadémiai székfoglaló. 1992. május 14. (1994)
- Metafizika – mi végre? (Tanulmányok) (1998)
- Culture, Science, Society: The Constitution of Cultural Modernity (Brill, Leiden, 2011). Magyar nyelvű kiadása: Kultúra, tudomány, társadalom. A kultúra modern eszméje (szerk.: Miklós Tamás, Blandl Borbála; utószó: Kis János, ford. Erdélyi Ágnes, Farkas János László, Huoranszki Ferenc, Karádi Éva, Kis János, Módos Magdolna), Atlantisz Könyvkiadó, Budapest, 2017 (Kísértések), ISBN 9789639777477

### Fordításai
- Ludwig Wittgenstein: Logikai-filozófiai értekezés (Akadémiai, 1963)
- Bertrand Russell: Miszticizmus és logika (Magyar Helikon, 1976) ISBN 963 207 195 6

## Díjak, elismerések
- Akadémiai Díj (II. fokozat) (1966)
- Lukács György-díj (2005).